# Římskokatolická církev v Nizozemsku

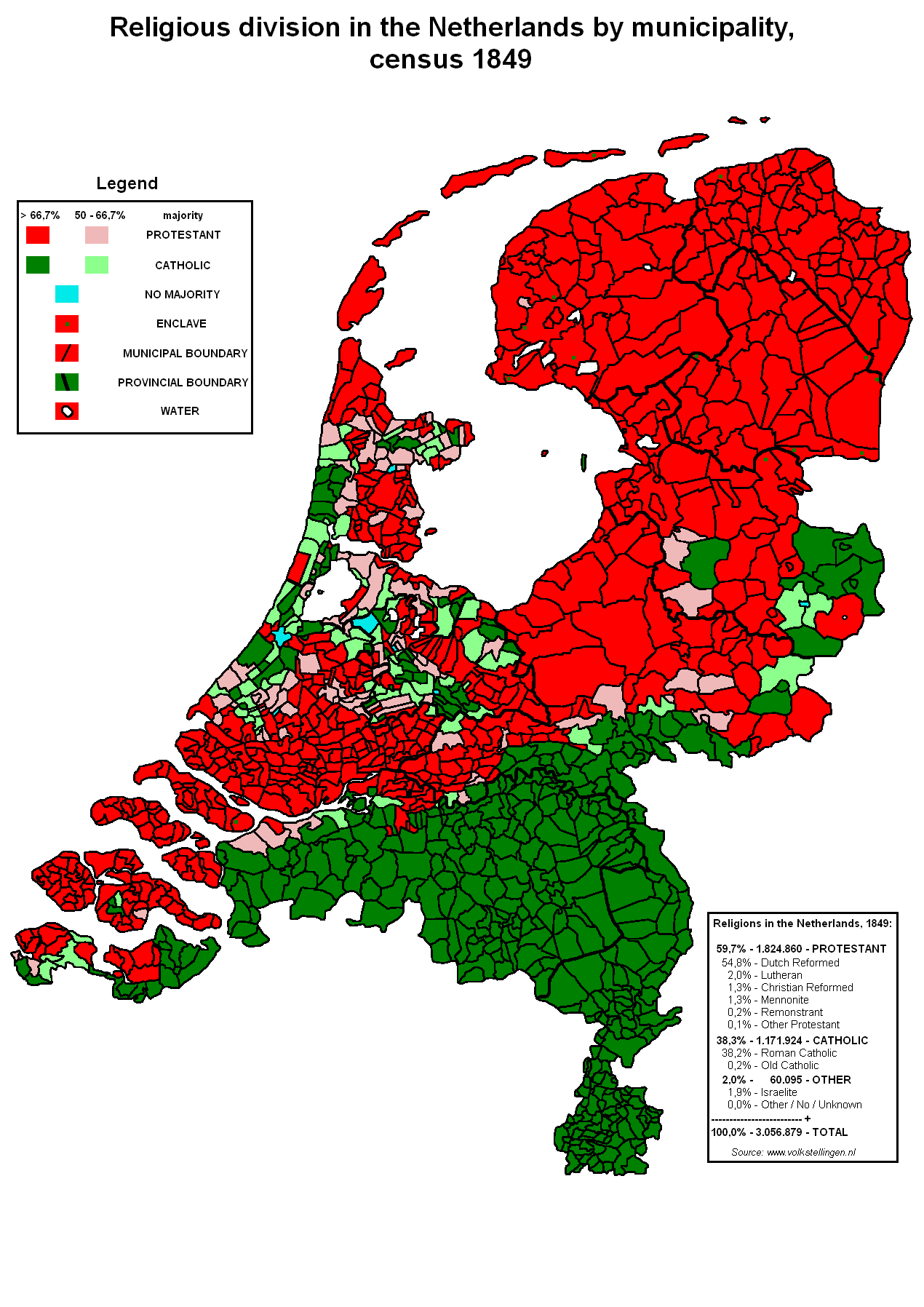
Konfesní rozdělení Nizozemska v roce 1849

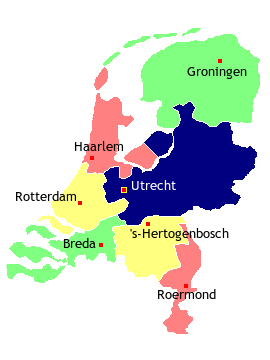
Mapa nizozemských diecézí

Římskokatolická církev je v současnosti největší církví původně převážně protestantského Nizozemska. Počet obyvatel, kteří se k ní hlásí, v posledních desetiletích sice klesá (nyní přibližně 4,267 miliónu obyvatel, tj. 25,9 %) (2008), ovšem nikoli tak dramaticky jako v případě protestantských denominací (nyní 19 %). 

## Struktura
Nizozemsko tvoří jednu církevní provincii složenou ze sedmi diecézí. Organizačně mimo provincii stojí vojenský ordinariát. Původní římskokatolická církevní správa zanikla vesměs v důsledku reformace nebo po francouzské revoluci, obnovena byla roku 1853 Piem IX.
- arcidiecéze utrechtská (zal. 7. stol., obnov. 1853) se sufragánními diecézemi:
  - diecéze Haarlem-Amsterdam (zal. 1559, obnov. 1853)
  - diecéze Roermond (zal. 1559, obnov. 1853)
  - diecéze 's-Hertogenbosch (zal. 1559, obnov. 1853)
  - diecéze Breda (zal. 1853)
  - diecéze Groningen-Leeuwarden (zal. 1559, obnov. 1955)
  - diecéze Rotterdam (zal. 1955)

- Nizozemský vojenský ordinariát

## Fotogalerie

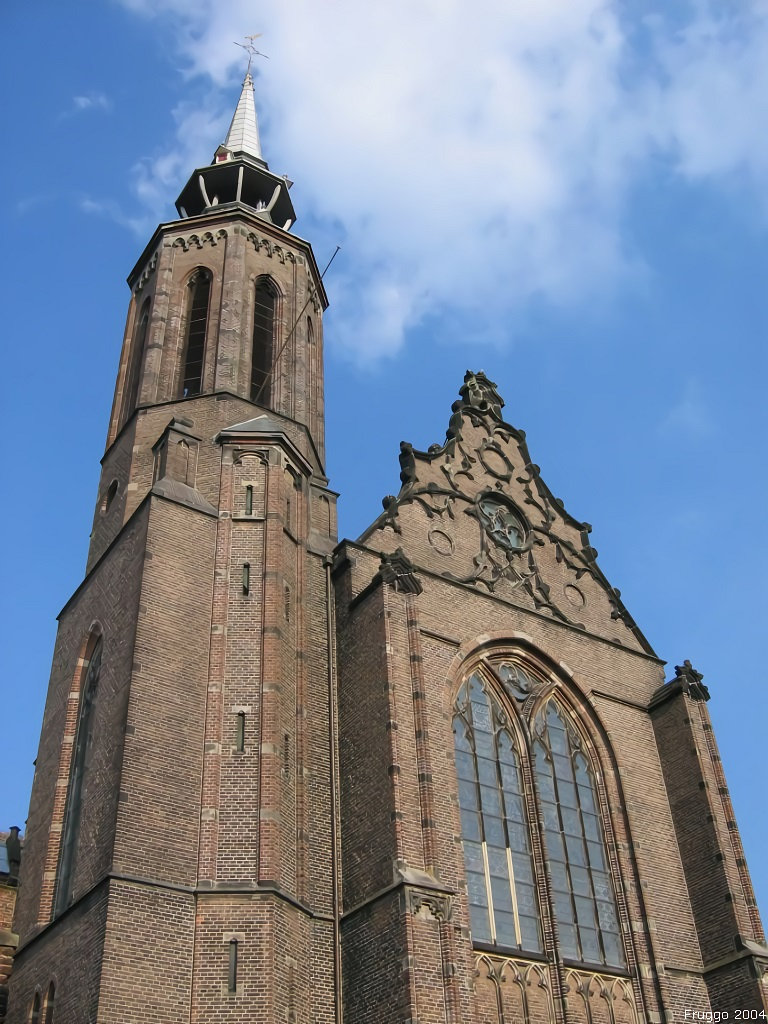
Utrechtská katedrála sv. Kateřiny
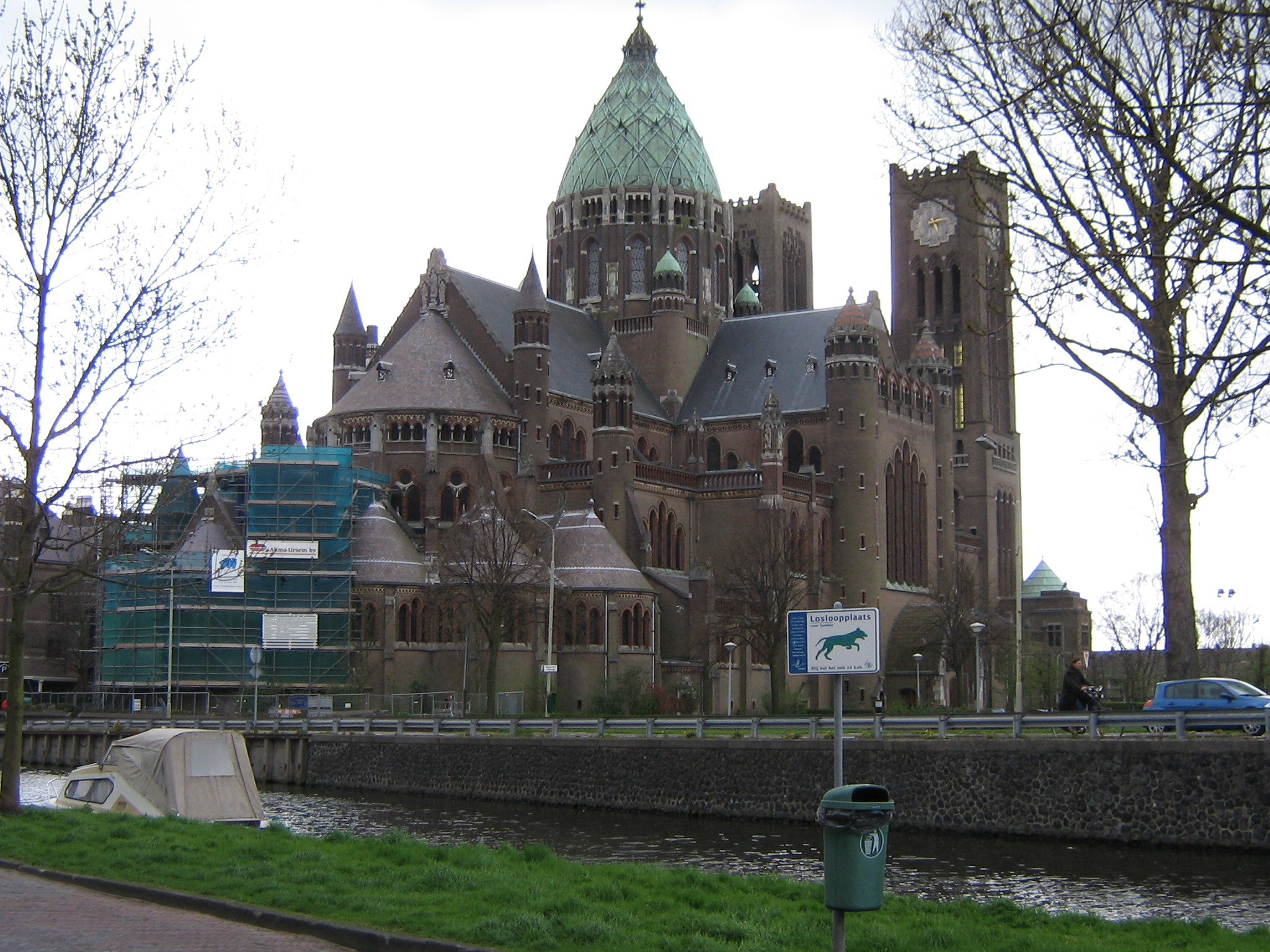
Katedrála sv. Bava v Haarlemu
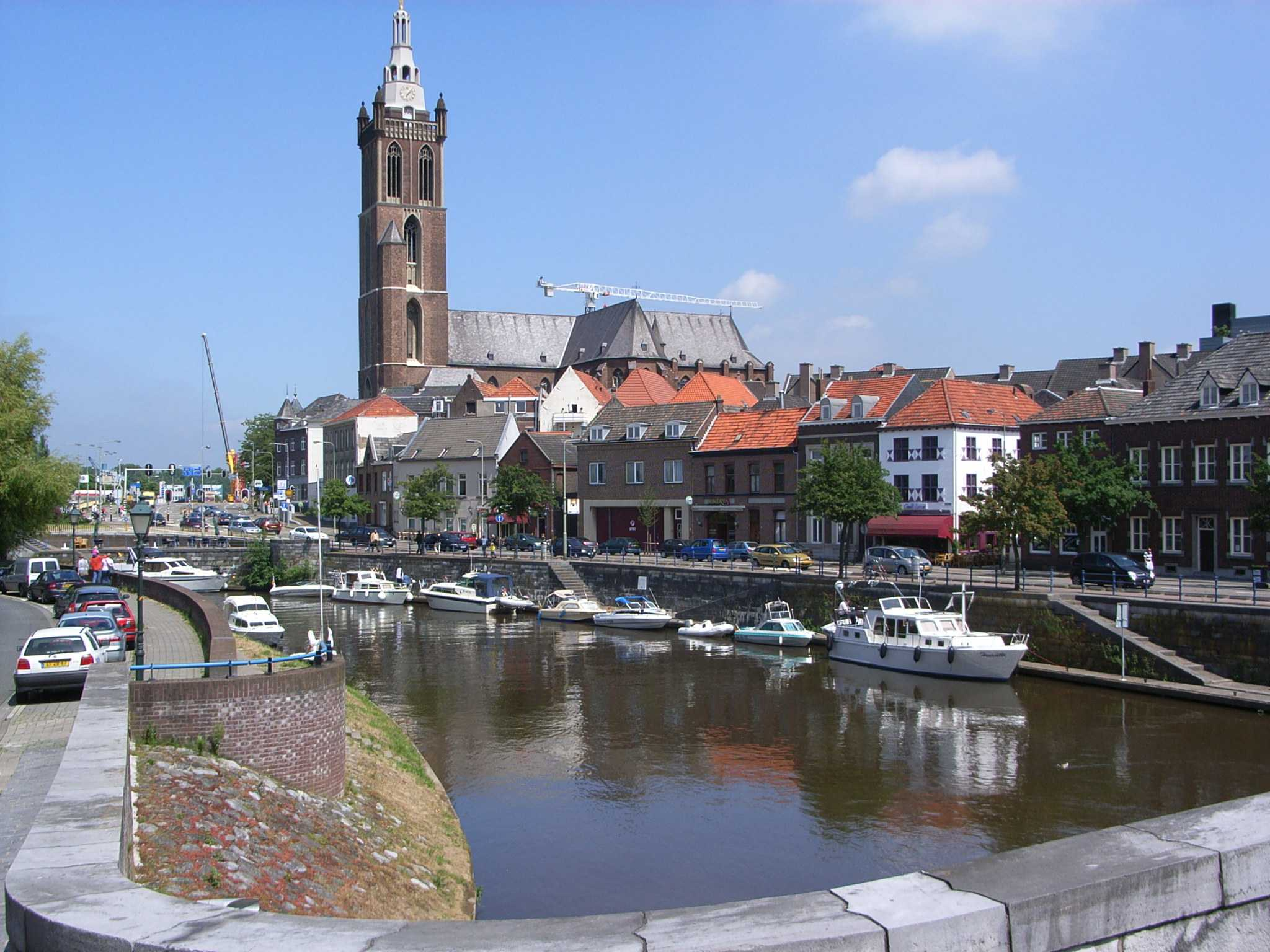
Katedrála sv. Kryštofa v Roermondu
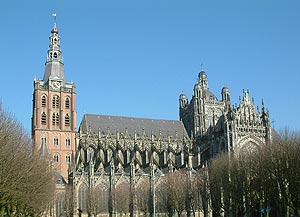
Katedrála sv. Jana v 's-Hertogenbosch
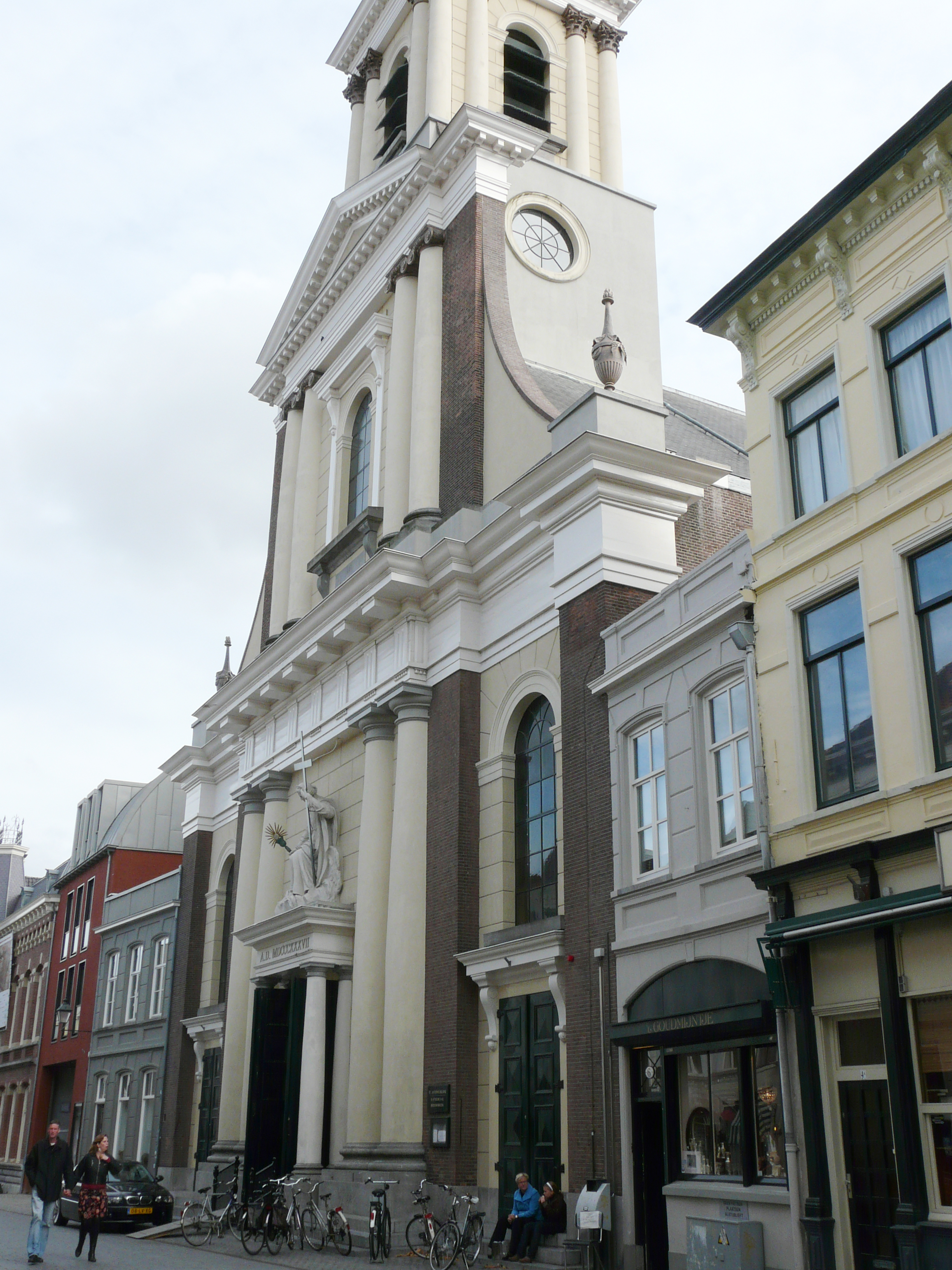
Katedrála sv. Antonína z Padovy v Bredě
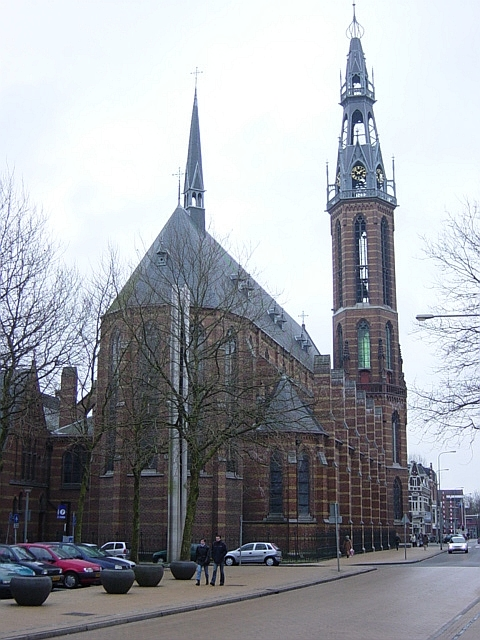
Katedrála sv. Josefa v Groningen
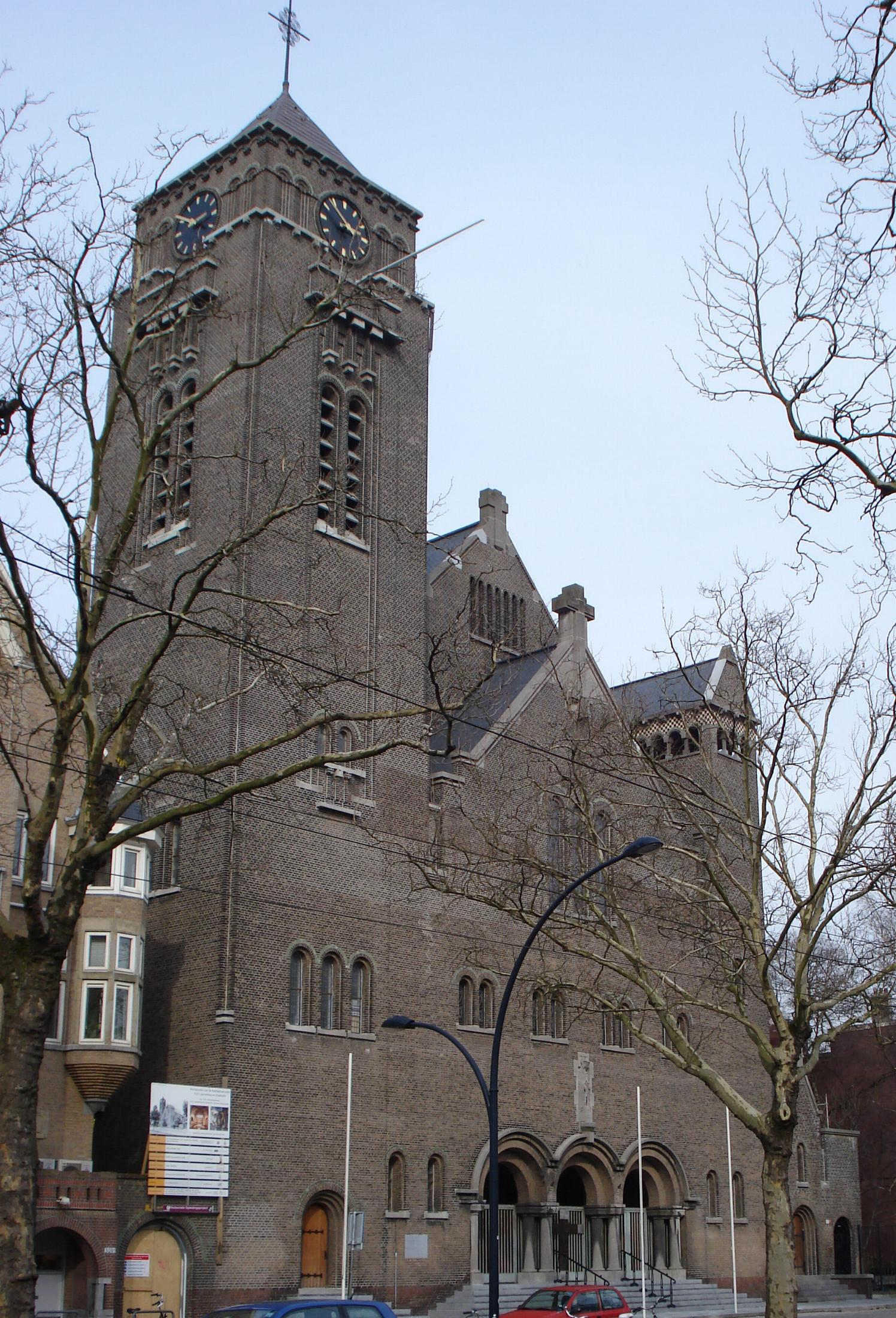
Katedrála sv. Vavřince a sv. Alžběty v Rotterdamu